# Tatuus
Tatuus – włoskie przedsiębiorstwo samochodowe założone w 1980 roku z bazą w Concorezzo. Zajmuje się konstrukcją samochodów wyścigowych, a w przeszłości również startami w wyścigach samochodowych.
Pierwszy samochód został zbudowany dla wyścigów Formuły Panda Monza. Jednym z kierowców ekipy był jej założyciel, Artico Sandonà. W 1983 roku Włoch Luca Melgrati zdobył pierwszy mistrzowski tytuł dla włoskiej ekipy. Powtórzył ten wyczyn jeszcze dwukrotnie w latach 1985-1986. W 1988 roku przedsiębiorstwo podpisało kontrakt na budowę samochodu dla Formuły König.
W późniejszych latach Tatuus poświęcił się głównie Formule 3 oraz Formule Renault. W 1989 roku Tatuus dołączył do stawki Włoskiej Formuły 3 jako zespół wyścigowy. W tymże sezonie Fabrizio Bettini zdobył tytuł debiutanta roku. Znaczące sukcesy ekipa w Formule Renault zarówno jako konstruktor, jak i jako zespół. W 1996 roku w bolidzie Tatuusa i zespole Tatuus JD Motorsport Brazylijczyk Enrique Bernoldi został mistrzem Europejskiego Pucharu Formuły Renault. W kolejnych trzech sezonach sukcesy te powtórzyli Jeffrey van Hooydonk, Bruno Besson i Gianmaria Bruni. Początkowo w wyścigach Formuły Renault 2.0 włoski konstruktor miał wielu konkurentów. Jednak na początku XX wieku został ogłoszony jedynym dostawcą podwozia. Do dziś firma ta konstruuje bolidy dla wyścigów Europejskiego Pucharu Formuły Renault 2.0.
W historii swej działalności, włoska ekipa dostarczała również konstrukcje bolidów do takich serii, jak U.S. F2000 National Championship, SCCA National Championship, Formuła Ford Zetec, Toyota Racing Series, Japońska Formuła Challenge. Formuła Abarth, Międzynarodowa Formuła Master, Formula Masters China, Panam GP Series, Formula Russia, Florida Winter Series,  Italian Prototype Championship, V de V Proto Endurance i Speed Euro Series. Od 2014 roku ekipa jest również konstruktorem samochodów FIA Formuły 4 (Włoska Formuła 4, Formula 4 ADAC, Formuła 4 SMP), a także Formuły 4 BRDC.